# سويسرا الناطقة بالألمانية

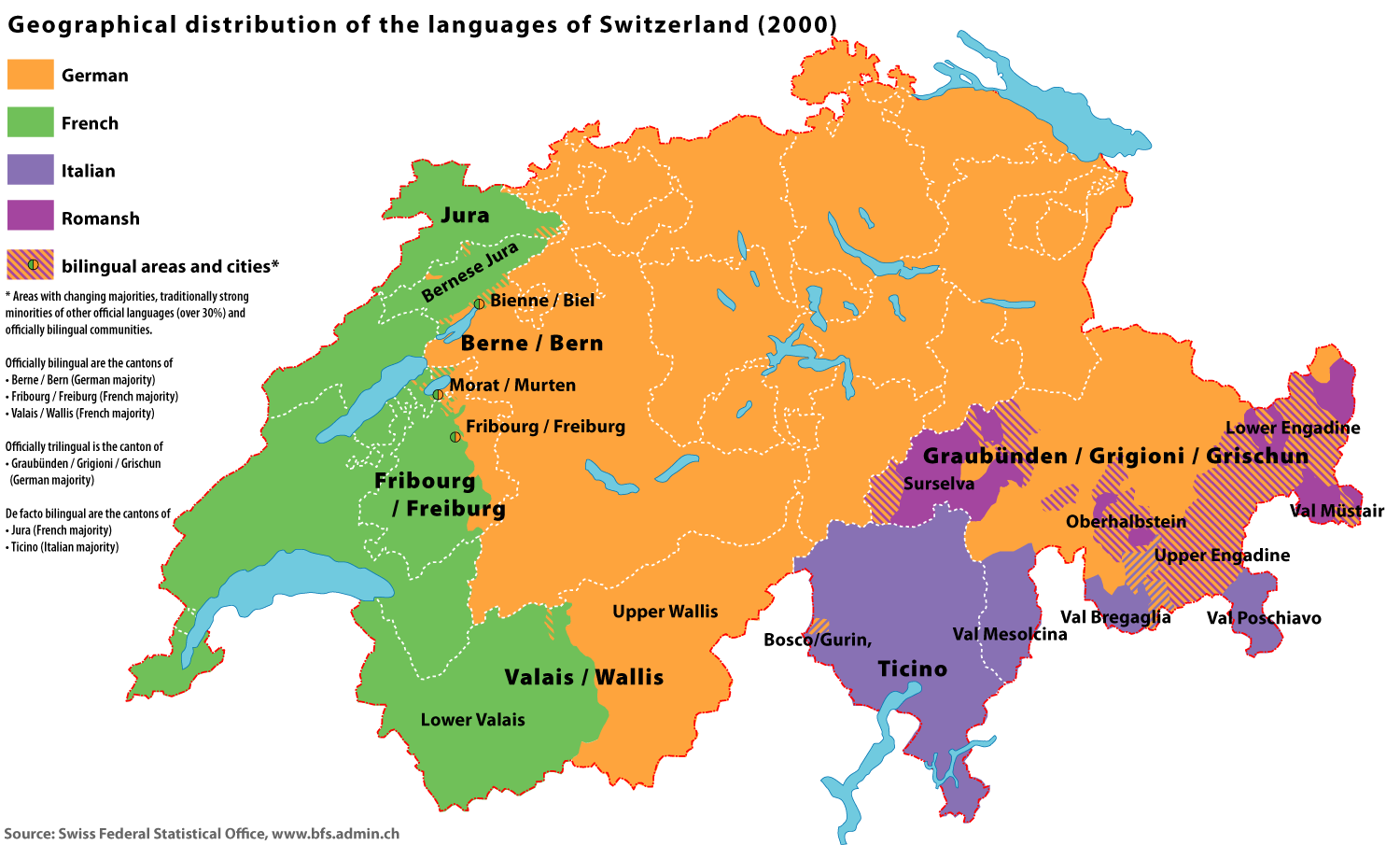
يظهر الجزء الناطق باللغة الألمانية من سويسرا باللون البرتقالي على خريطة لغات سويسرا.

سويسرا الناطقة بالألمانية أو الجزء الناطق بالألمانية من سويسرا (بالألمانية: Deutschschweiz)‏، (بالفرنسية: Suisse alémanique)‏، (بالإيطالية: Svizzera tedesca)‏، (بالرومانشية: Svizra tudestga)‏ تضم حوالي 65 بالمائة من سويسرا (شمال غرب سويسرا وشرق سويسرا ووسط سويسرا ومعظم الهضبة السويسرية والجزء الأكبر من جبال الألب السويسرية).
يطلق على مجموعة متنوعة من اللغة الألمانية المستخدمة في سويسرا الألمانية السويسرية التي تشير إلى أي من لهجات أليمانية والتي تنقسم إلى العليا والدنيا. الاستثناء الوحيد داخل سويسرا الناطقة بالألمانية هو بلدية سامنون حيث يتم التحدث بلهجة نمساوية بافارية.
اللغة الألمانية هي اللغة الرسمية الوحيدة في 17 كانتون سويسري (أرجاو، أبنزيل أوسرهودن، أبنزل إنرهودن، بازل شتات، بازل لاندشافت، غلاروس، لوسرن، نيدفالدن، أوبوالدن، شافهاوزن، شفيتس، سولوتورن، سانت غالن، ثورجاو، أوري، تسوغ وزيوريخ). يشارك الفرنسيون والألمان في 3 كانتونات (برن وفريبورغ وفاليه). في كانتون غراوبوندن تستخدم ثلاث لغات، يتحدث أكثر من نصف السكان الألمانية، بينما يتحدث معظم الباقين إحدى اللغات الرسمية الأخرى، الرومانشية والإيطالية.
في حين أن السويسريين الناطقين بالفرنسية يفضلون أن يطلقوا على أنفسهم اسم «الرومان» وجزء من البلد «لا روماندي»، فإن السويسريين الناطقين بالألمانية اعتادوا الإشارة إلى السويسريين الناطقين بالفرنسية باسم «الويلزية» منطقة ويلشلاند، التي لها نفس أصل اللغة الإنجليزية الويلزية (انظر Walha). في ألمانيا، يشير ويلش وويلشلاند إلى إيطاليا؛ هناك، المصطلح قديم، نادراً ما يستخدم، ومهين إلى حد ما.